# Большевик (Новокубанский район)
Большевик — хутор в Новокубанском районе Краснодарского края.
Входит в состав Верхнекубанского сельского поселения.

## География

### Улицы
- ул. Большевистская,
- ул. Дорожная,
- ул. Зелёная,
- ул. Майская,
- ул. Новая,
- ул. Октябрьская,
- ул. Товарищеская,
- ул. Ясная.

## Население
| 2002 | 2010 |
| ---- | ---- |
| 444  | ↗458 |